# Howard Masur
Howard Alan Masur (1949) é um matemático estadunidense, que trabalha com topologia, geometria e teoria combinatória de grupos.
Foi palestrante convidado do Congresso Internacional de Matemáticos em Zurique (1994). É fellow da American Mathematical Society.
Masur obteve um Ph.D. orientado por Albert Marden na Universidade de Minnesota.

## Publicações selecionadas
- Howard Masur (1982). «Interval exchange transformations and measured foliations». Annals of Mathematics. 115 (1): 169–200. doi:10.2307/1971341
- Howard Masur (1975). «On a class of geodesics in Teichmuller space». Annals of Mathematics. 102 (2): 205–221. doi:10.2307/1971031